# Ákra Goúdoura
Ákra Goúdoura är en udde i Grekland.   Den ligger i regionen Kreta, i den sydöstra delen av landet, 400 km sydost om huvudstaden Aten.
Terrängen inåt land är kuperad norrut, men åt sydost är den platt. Havet är nära Ákra Goúdoura söderut.  Närmaste större samhälle är Makry-Gialos, 12,0 km väster om Ákra Goúdoura. 